# Funai Denki

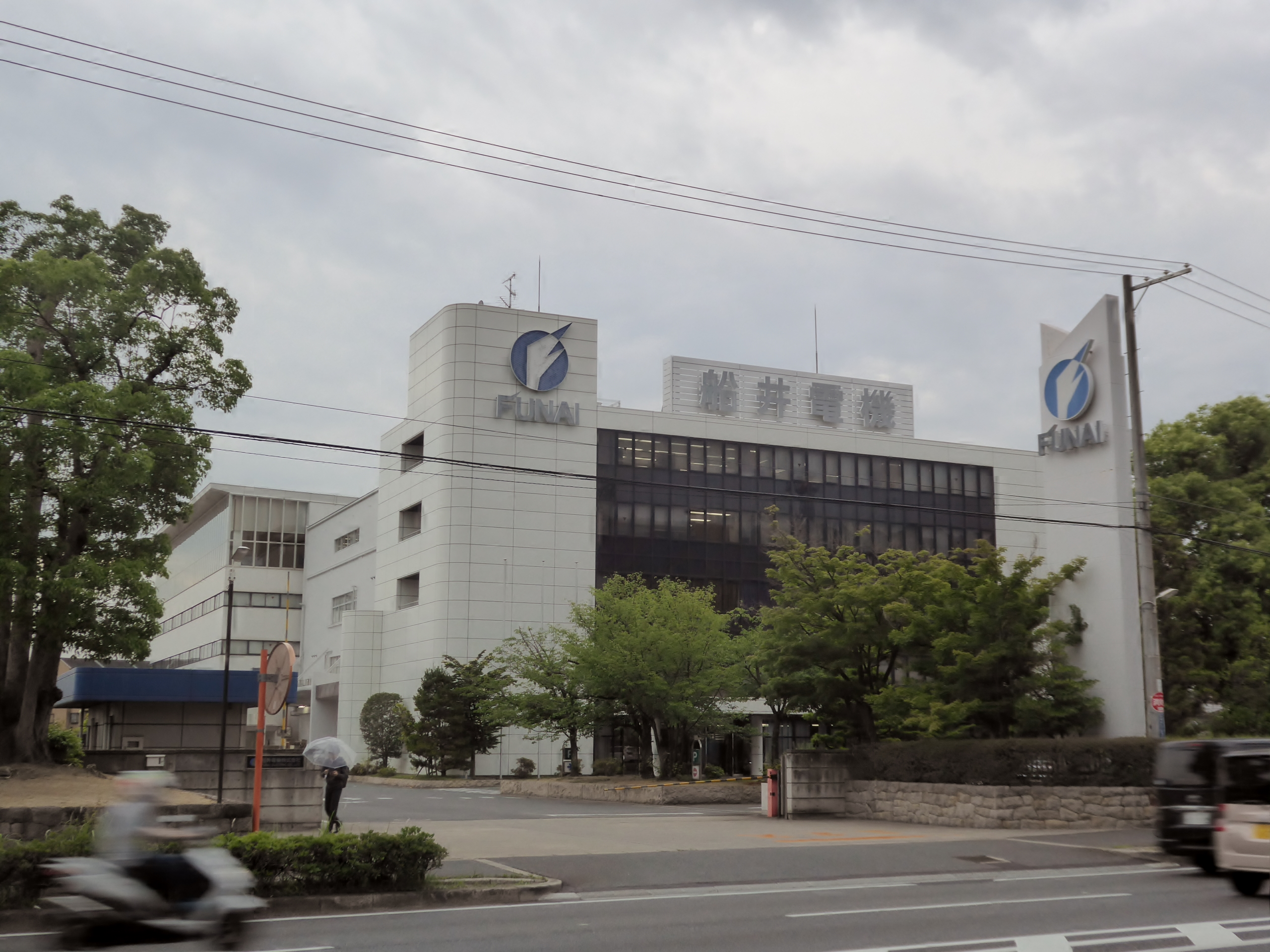
Hauptsitz

Funai Denki K.K. (jap. 船井電機株式会社, Funai Denki Kabushiki-gaisha, engl. Funai Electric Co. Ltd.) war ein japanischer Hersteller und Distributor für Unterhaltungselektronik.

## Geschichte

### 1959–1969
Das Unternehmen wurde im April 1951 von Tetsurō Funai in Osaka als Funai Mishin Shōkai (船井ミシン商会, engl. Funai Sewing Machine Company) gegründet. Ab April 1959 produzierte das Unternehmen Transistorradios und war damit außerordentlich erfolgreich. Im September 1961 folgte die Umfirmierung und Gründung von Funai Denki K.K. in Osaka, Japan. Kurz darauf expandierte Funai auf den nordamerikanischen Markt, auf dem das „Funai Clock Radio“ in den sechziger Jahren ein erster Verkaufshit wurde. Nordamerika war der größte Absatzmarkt weltweit und Tetsuro Funai hatte dort schnell das Potential erkannt. Im März 1964 folgte sowohl die Gründung von Chūgoku Funai Denki K.K. als erste Fabrik in Hiroshima (Japan), als auch die Gründung der Funai Group. Ein weiterer großer Verkaufserfolg das „Achtspur-Autokassettenradio“, bei dem Funai weltweit die Nummer 1 wurde. 1976 zog der Hauptsitz von Osaka in das benachbarte Daitō um.

### Das „Funai Production System“
Als es im August 1971 zu einer Wirtschaftskrise kam, in deren Zusammenhang die feste Wechselkursbindung zum US-Dollar aufgegeben und der Yen aufgewertet wurde, wurde der weltweite Export japanischer Produkte beeinträchtigt. Die Folge aus der Krise war für Funai ein Wechsel vom sogenannten „Work Order System“, hin zum „Sales Order System“. Die einzelnen Tochtergesellschaften mussten effizienter werden, mehr verkaufen und der interne Konkurrenzdruck wurde erhöht. 1977 wurden Funai-Manager im Toyota-Werk in Hamura geschult. Als Ergebnis dieser Schulung wurde das „Funai Production System“ mit dem Ziel eingeführt, eine höhere Effizienz in der Produktion zu bewirken. Funais Firmenleitlinie war damals wie heute:
„Die Menschen sind der Schlüssel zum Erfolg“.

### Expansion nach Europa, Asien und USA
Funai baute ab Anfang der 80er-Jahre als einer der ersten Hersteller einen CVC- und später VHS-Videorecorder. Im Januar 1980 setzte sich die Expansion des Unternehmens in Europa fort. Funai Electric Trading (heute Funai Deutschland) wurde in Hamburg gegründet. Des Weiteren wurden die Verkaufsstrukturen im Westen ausgebaut und verbessert. Es entstanden Vertriebsstellen in Großbritannien, Frankreich, Polen und Deutschland und es wurden neue Fabriken errichtet wie beispielsweise in Polen, China und Thailand. Im April 1989 wurde Funai Electric Sdn. Bhd. in Malaysia gegründet.
Im Mai 1991 wurde die Funai Corporation Inc. auf dem amerikanischen Markt gegründet. Diese ist heute in Nordamerika verantwortlich für die Produktion und den Vertrieb der Marken „Emerson“, „Sylvania“, „Philips“ und „Magnavox“. Im Juni 1991 wurde in Japan ein erstes eigenes Forschungsinstitut errichtet, um damit die Stellung als Innovator in der Elektronikbranche zu gewährleisten. In den Jahren 1992 und 1994 wurde, mit der Errichtung der Fabrik in Dongguan (China) und der Gründung der Fabrik in Zhong Shan (China), auf die stark gestiegene Nachfrage reagiert. Einhergehend mit der Errichtung der neuen Fabriken in China kam es zu einer Weiterentwicklung des „Funai-Production-System“. Um ein breiteres Servicespektrum anbieten zu können, wurde im Januar 1996 der Funai Service in Japan gegründet. Des Weiteren wurden ab dem Oktober 1997 in den USA neue Vermarktungskanäle durch große Handelspartner wie beispielsweise Walmart erschlossen. 1999 ging das Unternehmen in Japan an die Börse.
2001 stieg das Unternehmen in den LCD-Markt ein.
Die weitere Expansion des Unternehmens führte im Juli 2003 zur Gründung von Funai Thailand Co. Ltd. Die Expansion in Europa schritt voran und im Oktober 2006 wurde die Funai Electric (Polska) sp. z. o. o. in Nowa Sól (Polen) gegründet.
Der Juni 2007 markierte den Produktionsstart bei Funai Electric (Polska) sp. z. o. o. Um sich besser an die Marktbedingungen des jeweiligen Landes anpassen zu können, wurden die europäischen Niederlassungen in Deutschland, England, Polen und Frankreich im Juli 2007 selbständig und unabhängig von der Zentrale in Hamburg. Im April 2008 kam es zum Führungswechsel an der Spitze des Konzerns. Tetsuro Funai wurde zum Chairman und neuer Präsident wurde Tomonori Hayashi.
Um die Marktposition in Nordamerika weiter auszubauen, wurde im April 2008 die LCD-Sparte von Philips für Nordamerika übernommen. Als nächsten Schritt in der Fortentwicklung des Unternehmens sieht Funai die Verringerung der Abhängigkeit von China, da die Kosten für die fünf chinesischen Werke weiter steigen. In Nordamerika wurde die Expansion im April 2009 mit der Gründung von P&F Mexicana, S.A. DE C.V. in Mexico weiter vorangetrieben. Im Februar 2012 wurde Funai India Private Limited als Produktionsstätte in Mumbai (Indien) gegründet.

### Gegenwart
Als Reaktion auf die tiefgreifenden wirtschaftlichen und gesellschaftlichen Veränderungen des digitalen Zeitalters rückt heute die Produktentwicklung und Forschung verstärkt in den Fokus des Unternehmens.
Sowohl neue Standorte für Fertigungsfabriken als auch die weitere weltweite Expansion sind auf dem Prüfstand und werden zukünftigen globalen Veränderungen angepasst.
Im Januar 2013 versuchte Philips seine Sparte Unterhaltungselektronik an Funai zu verkaufen. Dieser Verkauf scheiterte allerdings aufgrund von Vertragsverletzungen seitens Funai.

## Produkte

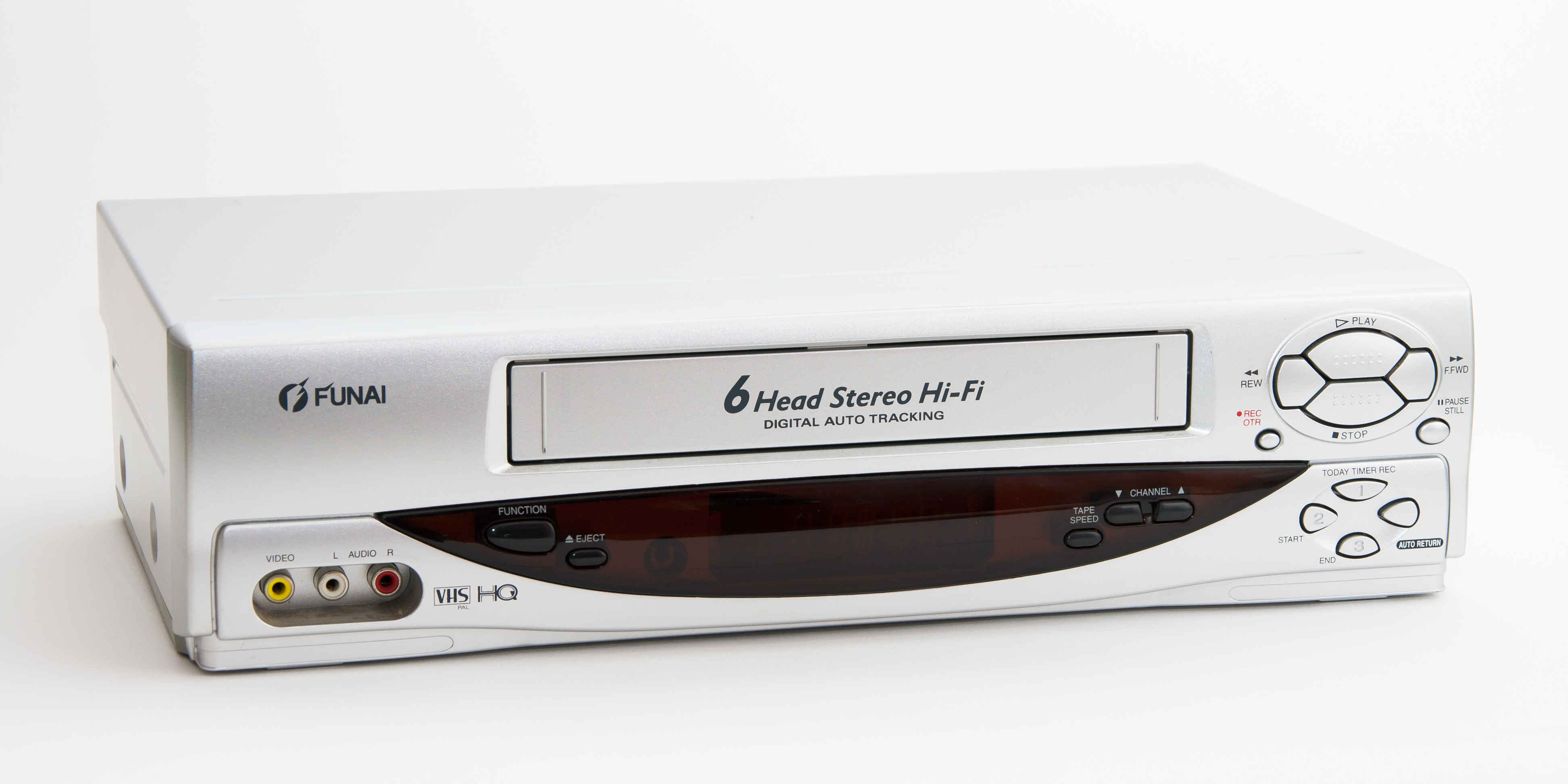
Funai VHS-Videorecorder

Funai produziert und vertreibt in Nordamerika unter anderem auch Produkte unter den Marken Emerson, Sylvania, Magnavox und Symphonic. Des Weiteren vertreibt Funai in Nord- und Lateinamerika exklusiv TV- und Videoprodukte der Marke Philips. In Europa und Indien vertreibt Funai Produkte unter der Eigenmarke Funai. In Japan werden Produkte auch unter der Marke DX Broadtec verkauft.
Funai stellt auch die meisten Drucker für Dell und Lexmark her.
Funai war der weltweit letzte Hersteller von VHS-Videorekordern, die unter verschiedenen Marken vertrieben wurden, in den USA unter anderem als Sanyo. Die Produktion wurde im Juli 2016 eingestellt, nachdem es mit einem Zulieferer Schwierigkeiten wegen eines Bauteils gab. Im Jahr 2015 wurden noch etwa 750.000 Videorekorder hergestellt, nach 15 Millionen zu Anfang des Jahrtausends.